# ペイ・フォワード 可能の王国
『ペイ・フォワード 可能の王国』（ペイ・フォワード かのうのおうこく、原題: Pay It Forward）は、キャサリン・ライアン・ハイドの小説、および2000年製作の同タイトルの映画。ミミ・レダー監督。キャッチコピーは「きっかけはここにある！」

## 作品誕生のきっかけ
原作者キャサリン・ライアン・ハイドは「ペイフォワード」という社会運動誕生についてこう語っている。
治安の悪い町で車がエンストしてしまったハイドは、車に近付いてくる男2人に恐怖心を抱く。しかし彼等はエンストしてしまったハイドの車を快く修理してくれたのだった。そこから、この“善意を他人へ回す”という思考が誕生した。

## あらすじ
ラスベガスに住むアルコール依存症の母と、家を出て行った家庭内暴力を振るう父との間に生まれた、少年トレバー。
中学1年生（アメリカでは7年生）になったばかりの彼は、社会科の最初の授業で、担当のシモネット先生と出会う。先生は「もし自分の手で世界を変えたいと思ったら、何をする?」という課題を生徒たちに与える。生徒達のほとんどは、いかにも子供らしいアイディアしか提案できなかったが、トレバーは違った。彼の提案した考えは、「ペイ・フォワード」。自分が受けた善意や思いやりを、その相手に返すのではなく、別の3人に渡すというものだ。
トレバーはこれを実践するため、“渡す”相手を探す。仕事に就かない薬物中毒の男、シモネット先生、いじめられている同級生…。
いろいろと試みるものの、なかなかうまくいかず、「ペイ・フォワードは失敗だったのではないか」とトレバーは思い始める。しかし、トレバーの気づかないところで、このバトンは次々に受け渡されていた。

## 登場人物
トレバー
中学1年生、11歳の少年。シモネットから世界を変えるための課題を出され、“善意を他人へ回す”という案を思いつき、自ら実行し始める。弱い大人たちを間近で見てきたことから世界を少しでも変えられたらと思うが、自身も勇気が持てないでいる。シモネットから熱心で探究心が旺盛と評されている。母・アーリーンが時々嘘をつくことや隠れて酒を飲もうとするのを嫌がる。趣味はテレビでプロレス観戦すること。
アーリーントレバーの母。夫・リッキーが蒸発したため2つの仕事を掛け持ちしてトレバーを育てている。ただし忙しさもありここしばらく上手く親子関係が築けず悩んでいる。アルコール依存症で、トレバーからお酒を飲まないように言われている。過去に、だらしない性格の実母のせいで家庭環境が悪かったため母とは疎遠状態。酒癖の悪いリッキーに甘く、しばらくぶりに家に戻ってくるとその都度迎え入れてしまう。
シモネット
トレバーの社会科のクラスを担当する教師。新入生であるトレバーたちに、今住んでいる世界をより良くするにはどうしたらいいかという課題を出す。生徒たちにも分かりやすい言葉で授業を行うが、プライベートでもこの話し方をするためアーリーンを時に苛立たせることがある。私生活では自身一人の生活は普通に送れるが、顔の辺りにやけど痕があるせいで恋愛に関して躊躇してしまう。

### その他の人物
クリス
記者。ある時自身が他人から善意を受けたことがきっかけで、それが誰かの考えによる善意のリレーだと知り興味を持つ。善意のバトンをもらった人の証言を通じてその都度バトンを渡した人への情報を聞き出し、善意の元をたどっていく。
リッキー
トレバーの父。酒癖が悪く酔うとアーリーンに暴力を振るい、家を出て行ってはたまにふらっと戻ってくるという生活をしている。トレバーから憎まれている。
ボニー
アーリーンの友人。1年間デート禁止を掲げているアーリーンがシモネットと二人でいるところを目撃し、デートしていると勘ぐる。
アダム
トレバーのクラスメイト。天然パーマらしき髪型が特徴。同じ学校の3人組にいじめられている。
ミシェル
クリスの彼女。クリスが300ドル費やしてラスベガスまで行って取材しに行くほど価値のあるニュースかどうかを疑う。
ジョーダン
詳しい職務は不明だが、知事と共に行動する人物。数年前から取材で知事に近づくクリスとは顔見知り。クリスからある取引を持ちかけられる。
一流弁護士
ある事件を追ったクリスが犯人により車を壊されて困っていた所を偶然通りかかり、新車のジャガーを善意でプレゼントする。
ジェリー
薬物中毒の影響でホームレス生活をする。ある日外でお腹を好かせていた時にトレバーと目があったことから、トレバーの家で食事と宿泊をさせてもらう。
グレイス
トレバーの祖母(アーリーンの母)。アーリーンとは長らく疎遠で車上生活を送っている。ある犯罪を犯した男(シドニー)を逃がす手伝いをして善意のリレーをつなぐが、男が善意を他人に回すか不安に感じる。
自殺志願者の女性
理由は不明だが、人生に悲観し高架橋から投身自殺を図ろうとする。
シドニー
妹に右腕を刺されてケガをしたため病院に来た男。病院内で銃を発砲する物騒な性格。診察の順番をめぐって医者と口論になる。

## キャスト
※括弧内は日本語吹替
- トレヴァー・マッキニー - ハーレイ・ジョエル・オスメント（進藤一宏）
- ユージーン・シモネット - ケヴィン・スペイシー（田原アルノ）
- アーリーン・マッキニー - ヘレン・ハント（小林優子）
- クリス・チャンドラー - ジェイ・モーア（横堀悦夫）
- ジェリー - ジェームズ・カヴィーゼル（寺杣昌紀）
- リッキー・マッキニー - ジョン・ボン・ジョヴィ（宮本充）
- グレイス - アンジー・ディキンソン（斉藤昌）
- シドニー・パーカー - デヴィッド・ラムゼイ
- トールセン氏 - ゲイリー・ワーンツ（青森伸）
- ショーン - ショーン・パイフロム

## スタッフ
- 監督：ミミ・レダー
- 製作：ピーター・エイブラムス、ロバート・Ｌ・レヴィ、スティーヴン・ルーサー
- 製作総指揮：メアリー・マクラグレン、ジョナサン・トレイスマン
- 原作：キャサリン・ライアン・ハイド
- 脚本：レスリー・ディクソン
- 編集：デイビッド・ローゼンブルーム、A．C．E．
- 撮影：オリヴァー・ステイプルトン、B．S．C．
- 音楽：トーマス・ニューマン
- 美術：レスリー・ディリー
- 衣装：レネー・アーリック・カルファス

## 音楽
サウンドトラックはトーマス・ニューマンが作曲し、2000年10月31日にリリースされた。